# Нелсан Елліс
Нелсан Елліс (англ. Nelsan Ellis; 30 листопада 1977, Харві, США — 8 липня 2017) — американський актор, режисер, сценарист та продюсер. Добре відомий по ролі Лафайета Рейнольдса в американському телесеріалі «Реальна кров».

## Біографія
Нельсон Елліс (Nelsan Ellis) народився в 1978 році в невеликому містечку Харві, штат Іллінойс. Коли йому виповнилося шість, його батьки розлучилися. Мати відвезла його з собою в Бессемер, Алабама. Протягом року він навчався в середній школі Джес Леніра, а пізніше перейшов в середню школу Македорі. Як тільки юному Нельсону стукнуло 14, він вирішив повернутися в Іллінойс. Але не в рідний Харві, а в таке же тихе провінційне містечко Долтон. У 1997 році він успішно закінчив Торнріджську середню школу, після чого відправився в Нью-Йорк. Молодого хлопця цікавило все, що було пов'язано з мистецтвом. До того ж, він був дуже талановитий. Нельсон Елліс вступив до Джульярдської школи (Juilliard School), яка є одним з найбільших американських вищих навчальних закладів у галузі мистецтва.
У 2002 році в сім'ї Нельсона сталася трагедія, яка залишила незгладимий слід у житті майбутньої зірки. Під час сварки його сестру Еліс застрелив власний чоловік. Враження від цієї події було настільки сильним, що підштовхнули юнака написати п'єсу, в якій він розповів про руйнівні наслідки домашнього насильства. Ще студентом він зумів поставити на сцені своє перше творіння, з незвичайною назвою «Небезпечний» (Ugly). Лінкольн-центр високо оцінив роботу молодого драматурга і Нельсон Елліс був удостоєний престижної премії Мартіна Е. Сігела (Martin E. Segal Award).
У тому ж році, поряд з письменницьким визнанням, прийшов і акторський успіх. Нельсона почали запрошувати для роботи в різних проектах. Він дебютував у серіалі «Без сліду» (Without a Trace), а потім у короткометражній драмі «Lost», де виконав одну з головних ролей. Але фільм не мав успіху і залишився непоміченим. Молодого актора і зовсім забули. Елліс почав ретельно працювати. Тільки тепер вже в іншому напрямку.
У 2005 році він виступив як сценарист і продюсер фільму «Trespass». А якщо ти бос, то чому б не зіграти в цьому фільмі головну роль? Саме так і вчинив Нельсон. Це було найпотужнішим поштовхом в його акторській кар'єрі, адже після виходу цієї картини Елліса просто засипали пропозиціями про роботу. Він отримав епізодичну роль в серіалі «Вероніка Марс» (Veronica Mars), а після у фільмі «Теплі джерела» (Warm Springs). Більш значна роль дісталася йому в серіалі «Особливий відділ» (The Inside), який розповідає про роботу підрозділу з розслідування особливо тяжких злочинів при ФБР.
У 2006 році він знову виступив у ролі виконавчого продюсера, цього разу в роботі над фільмом «Flower Shop». З невідомих нам причин в кар'єрі Нельсона Елліса настала чергова перерва. Набравшись сил і попрацювавши над собою, актор повернувся на екрани в 2008 році. Саме тоді він отримав пропозицію про зйомки в серіалі «Справжня кров». Нельсону дісталася дуже специфічна і яскрава роль. Він зіграв Лафайета Рейнольдса, темношкірого шеф-кухаря гея. Цей персонаж настільки полюбився глядачам, що сценаристи не наважилися «вбити» його, хоча і були близькі до цього у другому сезоні. Нельсон Елліс зумів наділити свого героя мужністю, попри те, що він є геєм. І нехай Лафайет одягнений в яскраві і блискучі кофтинки, нафарбована як фотомодель і схильний до відносин з чоловіками, ніхто не назве його боягузливим і слабким. Він ламає старі уявлення про геїв. Його герой може постояти за себе і свою сім'ю, долаючи свої страхи. За майстерне виконання цієї ролі Нельсон Елліс був удостоєний премії «Satellite Award» від Академії Міжнародної преси в 2008 році. У 2009 році був нагороджений премією «NewNowNext Awards» у номінації «Найкращий новий актор». У 2011 році знову отримав премію «NAACP» в номінації «Видатний актор другого плану».
У тому ж році Нельсон зіграв роль Уїлла Девіса, брата головного героя у фільмі «Експрес: Історія легенди спорту Ерні Девіса» (The Express). У 2009 році вийшов фільм «Соліст» (The Soloist), заснований на реальній історії життя музиканта Натаніеля Айерс. У ньому Нельсону дісталася роль Девіда Картера. Паралельно він працював над картиною «Talent».
2010 рік був украй успішним для Нельсона у всіх сферах його діяльності. Він знявся у фільмі «Чемпіон» (Secretariat), що розповідає про коня по кличці Секретаріат, яка в 1973 році змогла зробити те, що нікому не вдавалося протягом 25 років — виграти підряд три найпрестижніших скачки з серії «Потрійна Корона». Трохи пізніше він знявся в міні-серіалі «Крапля реальної крові» (A Drop of True Blood), де зіграв Лафайета, який так багатьом полюбився. Крім того, Нельсон Елліс приступив до роботи над фільмом «Page 36» як сценарист, виконавчий продюсер, а також, вперше в ролі режисера.
Як зізнався сам актор, роль Лафайета справила на нього величезний вплив. В одному з інтерв'ю журналу «Vibe» на питання, що він думає з приводу одностатевих шлюбів він відповів: «Якщо Ви хочете одружитися з чоловіком — одружуєтеся. Якщо дві жінки хочуть вийти заміж, то вони повинні зробити це. Хтось може бути християнином і залишатися при цьому геєм. І я підтримую це. Дозвольте гомосексуалам одружуватися».
Помер від ускладнень серцевої недостатності у віці 39 років.

## Фільмографія
Актор:
- «Gods Behaving Badly» (2012) … «Dionysus»
- «Прислуга» (2011) «The Help» … «офіціант»
- «Чемпіон» (2010) «Secretariat» … «Eddie Sweat»
- «Крапля реальної крові» (серіал) (2010) «A Drop of True Blood» … «Lafayette Reynolds»
- «Talent» (2009) … «Titus»
- «Соліст» (2009) «The Soloist» … «David Carter»
- «Експрес: Історія легенди спорту Ерні Девіса» (2008) «The Express» … «Will Davis, Jr.»
- «Реальна кров» (2008—2013) «True Blood» … «Lafayette Reynolds»
- Trespass (2005) … Donny, короткометражка
- «Особливий відділ» (серіал) (2005) «The Inside» … «Carter Howard»
- «Теплі джерела» (ТВ) (2005) «Warm Springs» … «Roy Collier»
- «Вероніка Марс» (серіал) (2004—2007) «Veronica Mars» … «Apollo Bukenya»
- «Lost» (2002) … «Hoffa»
- «Без сліду» (серіал) (2002—2009) «Without a Trace» … «Deng Nimieri»

Продюсер:
- «Page 36» (2010) … виконавчий продюсер, короткометражка
- «Flower Shop» (2006) … виконавчий продюсер, короткометражка
- «Trespass» (2005) … короткометражка

Сценарист:
- «Page 36» (2010) … розповідь, короткометражка
- «Trespass» (2005) … короткометражка

Режисер:
- «Page 36» (2010) … короткометражка